# White Park

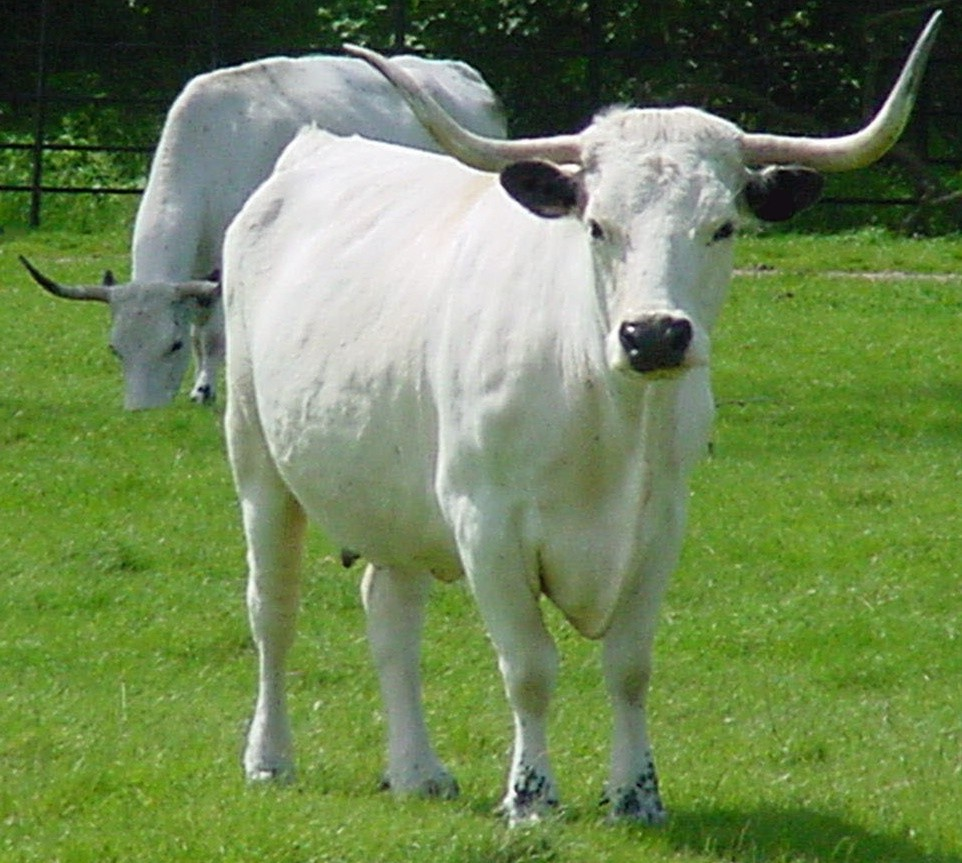
White-Park-Kuh

Das White Park (englisch auch White Park Cattle) oder Weißes Parkrind  bzw. Englisches Parkrind genannte Rind aus England ist eine auf keine bestimmte Nutzungsart gezüchtete Rinderrasse.
Die Rasse wird von dem britischen Rare Breeds Survival Trust als gefährdet eingestuft.

## Beschreibung
Die Tiere erreichen eine Widerristhöhe von 130 bis 137 Zentimeter und werden zwischen 400 und 450 Kilogramm (Kuh) und von 600 bis 700 Kilogramm (Bulle) schwer. Das White Park ist pigmentfrei, wobei die Augen, Ohren sowie das Flotzmaul schwarz sind. Die Genetik der Farbvererbung bei White Parks konnte 2013 von Bertram Brenig aufgeklärt werden. Durch eine Duplikation des KIT-Gens auf Chromosom 6 und Translokation auf Chromosom 29 lassen sich die unterschiedlichen Farbschläge (schwarz, gut markiert, übermarkiert, untermarkiert) erklären. Schwarze White Parks entsprechen dem Wildtyp und haben keine Translokation des KIT-Gens. Gut und übermarkierte White Parks sind heterozygot und untermarkierte White Parks homozygot für die Translokation des KIT-Gens auf Chromosom 29.

## Geschichte
Entstanden ist diese Rinderrasse im Park von Chillingham in Northumberland durch Inzucht, als um 1220 der dortige circa 120 Hektar große Park mitsamt einigen weißen Rindern (die noch von den römischen Besatzern stammen sollen) eingezäunt wurde (siehe auch Chillingham-Rind).
Charles Darwin hat diese Herde im Zuge seiner Forschungen zur Evolutionstheorie ab 1862 einer Langzeitstudie unterzogen.

## Bestand
Der Gesamtbestand der Rasse beläuft sich weltweit auf wenige hundert Mutterkühe, mehrere Bullen und Nachzucht.
Zuchtbestände gibt es im Ursprungsland Großbritannien sowie in Nordamerika, Dänemark, Deutschland und Australien. Die bekannteste White-Park-Zuchtherde in Deutschland befindet sich in der Arche Warder in Schleswig-Holstein. Der Rasseschlüssel ist WP 35.